# Ansa de Cervera
L'Ansa de Cervera és una cala del terme comunal de Cervera de la Marenda, a la comarca del Rosselló.
És a la costa, al davant de la població de Cervera de la Marenda, a llevant seu. En aquesta ansa, o cala, hi ha el port esportiu de Cervera de la Marenda.
La seva platja fa uns 250 metres de longitud, amb una amplada màxima d'uns 22 metres.